# Jutta Ehrmann

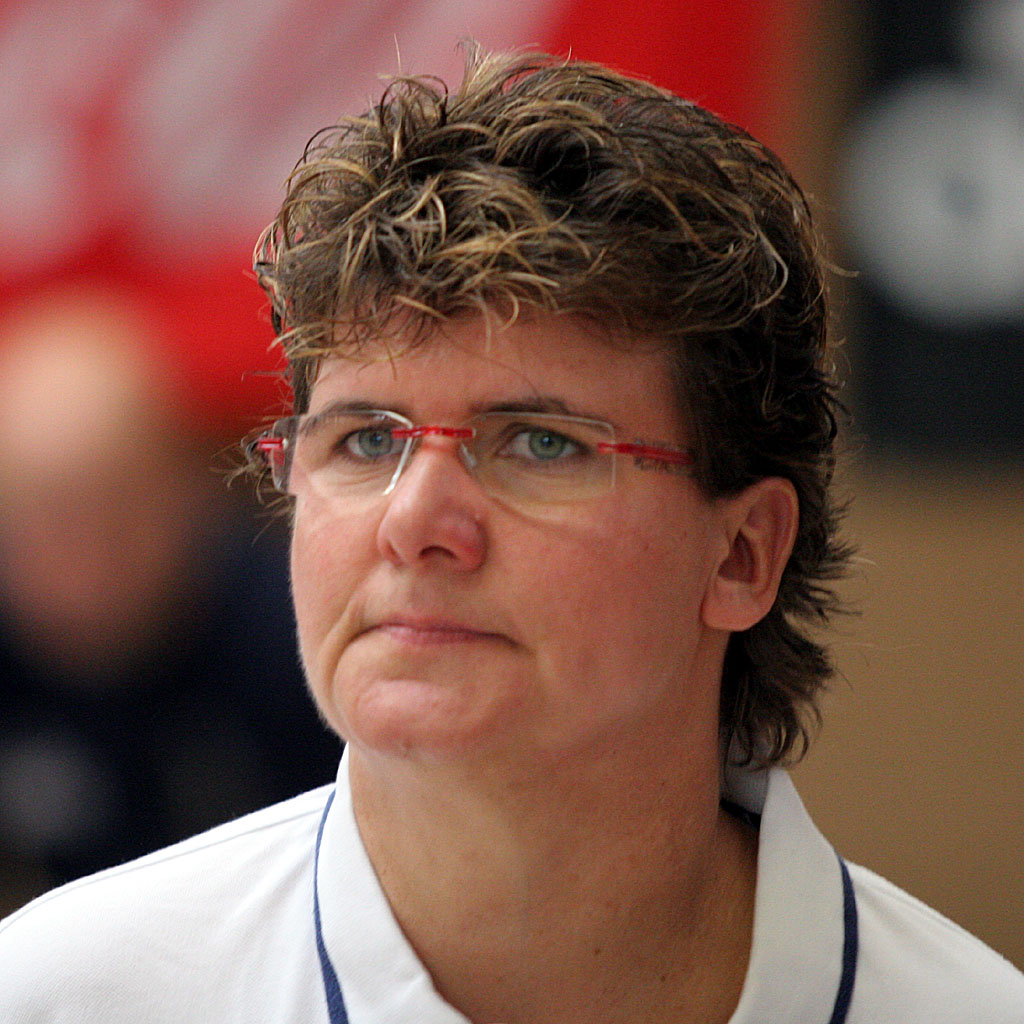
Jutta Ehrmann am 30. August 2008

Jutta Ehrmann (* 7. Dezember 1963) ist eine ehemalige deutsche Handballschiedsrichterin.

## Schiedsrichterin
Ehrmann war seit 1983 Schiedsrichterin und pfiff für den BHV. Von 1990 bis 2009 gehörte sie mit ihrer Teampartnerin Susanne Künzig zum Referee-Kader des Deutschen Handballbundes (DHB) und hat 511 DHB-Spiele mit ihr geleitet, davon 103 in der Handball-Bundesliga der Männer, wo die beiden das erste Frauen-Gespann waren. Dazu kamen 115 internationale Spiele zwischen 1997 und 2007, auch bei Welt- und Europameisterschaften, unter anderen das Finale der U-19-Handball-Europameisterschaft der Frauen 2000 und zwei Finalspiele im EHF-Pokal der Frauen. 
Zudem war sie Teammanagerin der Bundesliga-Mannschaft von Bayer Leverkusen.

## Funktionärin
Seit 2014 ist Ehrmann als EHF-Delegierte im Einsatz. Im August 2021 trat sie beim Deutschen Handballbund die neugeschaffene hauptamtliche Stelle als Leiterin Schiedsrichter-Entwicklung an.